# Municipio de Västervik
El municipio de Västervik (en sueco: Västerviks kommun) es un municipio en la provincia de Kalmar, al sur de Suecia. Su sede se encuentra en la ciudad de Västervik. El municipio actual se formó en 1971 cuando la antigua ciudad de Västervik se fusionó con ocho municipios rurales circundantes.

## Localidades
Hay 11 áreas urbanas (tätort) en el municipio:
| #  | Tätort      | Población |
| -- | ----------- | --------- |
| 1  | Västervik   | 20,694    |
| 2  | Gamleby     | 2,805     |
| 3  | Ankarsrum   | 1,337     |
| 4  | Överum      | 1,270     |
| 5  | Gunnebo     | 989       |
| 6  | Piperskärr  | 462       |
| 7  | Loftahammar | 432       |
| 8  | Hjorted     | 338       |
| 9  | Edsbruk     | 311       |
| 10 | Totebo      | 256       |
| 11 | Almvik      | 202       |

## Ciudades hermanas
Västervik está hermanado o tiene tratado de cooperación con:
- Tønder, Dinamarca
- Närpes, Finlandia
- Akranes, Islandia
- Ventspils, Letonia
- Bamble, Noruega